# 泰勒鎮區 (愛荷華州馬歇爾縣)
泰勒鎮區（英語：Taylor Township）是位於美國愛荷華州馬歇爾縣的一個行政鎮區。

## 地方資料
根據2010年美國人口普查的數據，泰勒鎮區的面積為94.74平方千米，當中陸地面積為94.48平方千米，而水域面積為0.26平方千米。當地共有人口19328人，而人口密度為每平方千米204.01人。